# ジョインジュース
ジョインジュースは、JA和歌山が発売しているみかん果汁を用いた清涼飲料水。

## 概要
- 熟選工房900ml（和歌山産温州みかん100％ストレートジュース、製造所紀の川市にある株式会社ジェイエイフード和歌山工場）

2020年5月時点では上記瓶ジュースと以下の蓋付き紙パックジュース（共に高温・多湿を避け保存、開栓後要冷蔵。製造所紀の川市にある和歌山県農業協同組合連合会）が販売されている。
- 熟選工房330ml（和歌山産温州みかん100％ストレートジュース）
- はっさく330ml（和歌山産八朔70％ジュース）
- うめ&りんご330ml(紀州南高梅と国産りんご果汁を使用した果汁20%飲料)
- みかん和歌山330ml（和歌山産温州みかん100％濃縮還元ジュース）
- 結朔（けっさく）和歌山330m（和歌山産八朔と夏みかん100％濃縮還元）

## 知名度
かつては関西ローカルで掛布雅之、山田雅人・森脇健児、関ジャニ∞のメンバーを起用したテレビCMをオンエアしていたため、和歌山県をはじめとして近畿各府県においてはある程度知られているが、ポンジュースのような全国にむけたCM等での宣伝を行っていないため、近畿地方以外での知名度は低い。
温州みかん以外を用いた飲料では、本商品のほかに八朔と夏みかんを用いた「結朔」や和歌山県特産の南高梅を用いた「梅ドリンク」などがある。